# Dreiband-Weltcup 2023/1

Logo UMB (ausrichtender Verband)

Das erste Dreiband-Weltcupturnier 2023, im 37. Jahr der Turnierserie, fand vom 6. bis zum 12. Februar in Ankara statt. Es war das zweite Dreiband-Weltcupturnier, einer Spielart des Karambolage-Billards, in der türkischen Hauptstadt.
Der südkoreanische Sender Five&Six übertrug live im Internet alle Spiele des Turniers.
 Info: 
Das Weltcup-Turnier wurde am 7. Februar wegen eines schweren Erdbebens in der Türkei mit vielen Toten nach der Pre-Pre-Pre-Qualifikation abgebrochen.

## Preisgeld und Weltranglistenpunkte
Ab 2018 wurde das Preisgeld auf 106.500 € erhöht.
| [ 1 ]          | Preisgeld (€) | Weltrang- listenpunkte |
| -------------- | ------------- | ---------------------- |
| Sieger         | 16.000        | 80                     |
| Finalist       | 10.000        | 54                     |
| Halbfinalisten | 6.000         | 36                     |
| 5. – 8.        | 3.500         | 26                     |
| 9. – 16.       | 2.500         | 18                     |
| 17. – 24.      | 1.500         | 10                     |
| 25. – 32.      | 1.500         | 8                      |
| Qualifikation  | 500           | 5                      |
| P-Quali        | –             | 4                      |
| PP-Quali       | –             | 3                      |
| PPP-Quali      | –             | 2                      |
| Insgesamt      | 106.500       | –                      |

## Allgemeine Informationen
Es gilt das Regelwerk der UMB für den Dreiband-Weltcup (Stand vom 21. Dezember 2021). Gespielt wird in den Vorqualifikationsgruppen A-P (PPPQ, PPQ und PQ) in 16 Dreiergruppen. Die Erstplatzierten jeder Gruppe kommen in die nächste Qualifikationsrunde, die jeweils mit Spielern nach Weltranglistenpunkten aufgefüllt werden. Die 16 Gruppensieger der dritten Qualifikationsrunde (PQ) erreichen in die Hauptqualifikation. Hier werden 12 Gruppen à 3 Spieler gebildet. In dieser kommen die 12 Gruppensieger und drei Lucky Loser in das 1/16-Finale des Hauptturniers und es kommen die 14 gesetzten Spieler und die drei Wildcard-Spieler dazu. Jetzt werden acht Gruppen à vier Spieler gebildet. Die jeweils zwei besten jeder Gruppe kommen in das Achtelfinale das im KO-System ausgetragen wird.
Spieldistanz:
- In den Vorqualifikationsgruppen (PPPQ, PPQ und PQ) wird bis 30 Punkte mit Nachstoß gespielt.
- In den Hauptqualifikationsgruppen und den 1/16-Finalgruppen wird bis 40 Punkte mit Nachstoß gespielt.
- Ab dem Achtelfinale wird bis 50 Punkte ohne Nachstoß gespielt.

Spielfolge in den Dreiergruppen:
- Spieler 2 gegen Spieler 3
- Spieler 1 gegen Verlierer 2/3
- Spieler 1 gegen Gewinner 2/3

Spielfolge in den Vierergruppen:
- Spieler 1–4 und Spieler 2–3
- Danach Sieger 1–4 gegen Sieger 2–3 und Verlierer 1–4 gegen Verlierer 2–3
- Danach Rest der Spiele

Gewertet wird wie folgt:
1. Match Points (MP)
2. Generaldurchschnitt (GD)
3. Höchstserie (HS)

Zeitregulierung:
- 40 Sekunden je Stoß
- Zwei Verlängerungen (Time Outs) je Match.
- Wenn der Spieler innerhalb der 40 Sekunden nicht den nächsten Stoß ausführt (akustisches Signal bei 30 Sekunden) wird die Zeit automatisch um 40 Sekunden verlängert.

Nachstoß:
- Gruppenphase: Ja, beide Spieler erhalten bei Unentschieden 1 Punkt
- KO-Runde: Nein.

| Runde         | Modus                   | Distanz | Nachstoß                              | Penalty                               | Shot clock |
| ------------- | ----------------------- | ------- | ------------------------------------- | ------------------------------------- | ---------- |
| Prä-Qualis    | 3er-Gruppe, Round Robin | 30      | Grünes Häkchensymbol für ja           | Rotes X oder Kreuzchensymbol für nein | 2× 40s     |
| Quali         | 3er-Gruppe, Round Robin | 40      | Grünes Häkchensymbol für ja           | Rotes X oder Kreuzchensymbol für nein | 2× 40s     |
| Letzten 32    | 4er-Gruppe, Round Robin | 40      | Grünes Häkchensymbol für ja           | Rotes X oder Kreuzchensymbol für nein | 2× 40s     |
| ab 8el-Finale | K.-o.-System            | 50      | Rotes X oder Kreuzchensymbol für nein | Rotes X oder Kreuzchensymbol für nein | 2× 40s     |

## Gesetzte Spieler und Wildcards
Ab 2017 erhöht sich die Zahl der gesetzten Spieler auf 14. Dafür gibt es nur noch drei Wildcards. Eine UMB-Wildcard und zwei für den Ausrichter.
Die ersten 14 Spieler der Weltrangliste (WRL 38/2022) und die Wildcard-Spieler nehmen automatisch am 1/16-Finale des Hauptturniers teil.
1. Dick Jaspers
2. Daniel Sánchez
3. Marco Zanetti
4. Sameh Sidhom
5. Tayfun Taşdemir
6. Torbjörn Blomdahl
7. Trần Quyết Chiến
8. Eddy Merckx
9. Semih Saygıner
10. Kim Haeng-jik
11. Jérémy Bury
12. Cho Myung-woo
13. Nikos Polychronopoulos
14. Heo Jung-han

Wildcardspieler:  Pedro Gonzalez

2 × organisierender Verband:  Murat Naci Çoklu,  Berkay Karakurt

## Pre-Pre-Pre-Qualifikation
| MP    | Match Points (Sieger = 2; Unentschieden = 1; Verlierer = 0) |
| Pkte. | Erzielte Karambolagen                                       |
| Aufn. | Benötigte Versuche                                          |
| GD    | Generaldurchschnitt                                         |
| BED   | Bester Einzeldurchschnitt eines Spielers                    |
| HS    | Höchstserie                                                 |
|       | Bester GD des Turniers                                      |
|       | Bester ED des Turniers                                      |
|       | Beste HS des Turniers                                       |
|       | 1. Platz (Gold)                                             |
|       | 2. Platz (Silber)                                           |
|       | 3. Platz (Bronze)                                           |

| Pre-Pre-Pre-Qualifikation | Pre-Pre-Pre-Qualifikation | Pre-Pre-Pre-Qualifikation | Pre-Pre-Pre-Qualifikation | Pre-Pre-Pre-Qualifikation | Pre-Pre-Pre-Qualifikation | Pre-Pre-Pre-Qualifikation | Pre-Pre-Pre-Qualifikation | Pre-Pre-Pre-Qualifikation |
| Gruppe                    | Platz                     | Name                      | MP                        | Pkt.                      | Aufn.                     | GD                        | BED                       | HS                        |
| ------------------------- | ------------------------- | ------------------------- | ------------------------- | ------------------------- | ------------------------- | ------------------------- | ------------------------- | ------------------------- |
| A                         | 1                         | Emrullah Basegmez         | 4                         | 60                        | 49                        | 1,224                     | 1,363                     | 5                         |
| A                         | 2                         | Furkan Senel              | 2                         | 48                        | 49                        | 0,979                     | 1,363                     | 12                        |
| A                         | 3                         | Hamed Mohssen             | 0                         | 20                        | 44                        | 0,454                     | –                         | 5                         |
| B                         | 1                         | Maxime Panaia             | 4                         | 60                        | 55                        | 1,090                     | 1,111                     | 7                         |
| B                         | 2                         | Adrien Tachoire           | 2                         | 56                        | 54                        | 1,037                     | 1,153                     | 7                         |
| B                         | 3                         | Athanasios Matiakis       | 0                         | 36                        | 53                        | 0,679                     | –                         | 3                         |
| C                         | 1                         | Alexander Salazar         | 4                         | 60                        | 41                        | 1,463                     | 1,666                     | 11                        |
| C                         | 2                         | Murat Gökmen              | 2                         | 49                        | 68                        | 0,720                     | 0,666                     | 4                         |
| C                         | 3                         | Giuseppe Tiranno          | 0                         | 36                        | 63                        | 0,571                     | –                         | 7                         |
| D                         | 1                         | Herman van Daalen         | 4                         | 60                        | 88                        | 0,681                     | 0,937                     | 7                         |
| D                         | 2                         | Dominik Nebuda            | 2                         | 50                        | 67                        | 0,746                     | 0,857                     | 6                         |
| D                         | 3                         | Lütfi Kefeli              | 0                         | 39                        | 91                        | 0,428                     | –                         | 3                         |
| E                         | 1                         | Temel Kaptan Bayramoglu   | 3                         | 60                        | 62                        | 0,967                     | 1,250                     | 7                         |
| E                         | 2                         | Burhan Genc               | 3                         | 60                        | 63                        | 0,952                     | 1,200                     | 8                         |
| E                         | 3                         | Selahattin Yigit          | 0                         | 31                        | 49                        | 0,632                     | –                         | 6                         |
| F                         | 1                         | Sabir Celik               | 4                         | 60                        | 48                        | 1,250                     | 1,875                     | 11                        |
| F                         | 2                         | Olcay Gunes               | 2                         | 50                        | 70                        | 0,714                     | 0,789                     | 4                         |
| F                         | 3                         | Medhat Diab               | 0                         | 26                        | 54                        | 0,481                     | –                         | 3                         |
| G                         | 1                         | Jeong Ye-sung             | 4                         | 60                        | 48                        | 1,250                     | 1,428                     | 7                         |
| G                         | 2                         | Amir Ibraimov             | 2                         | 53                        | 45                        | 1,177                     | 1,250                     | 7                         |
| G                         | 3                         | Patrice Lalanne           | 0                         | 16                        | 51                        | 0,313                     | –                         | 2                         |
| H                         | 1                         | Murat Celik               | 4                         | 60                        | 42                        | 1,428                     | 1,428                     | 6                         |
| H                         | 2                         | Ismail Inal               | 2                         | 37                        | 62                        | 0,596                     | 0,731                     | 3                         |
| H                         | 3                         | Achileas Vaitsis          | 0                         | 40                        | 62                        | 0,645                     | –                         | 6                         |

| Pre-Pre-Pre-Qualifikation | Pre-Pre-Pre-Qualifikation | Pre-Pre-Pre-Qualifikation | Pre-Pre-Pre-Qualifikation | Pre-Pre-Pre-Qualifikation | Pre-Pre-Pre-Qualifikation | Pre-Pre-Pre-Qualifikation | Pre-Pre-Pre-Qualifikation | Pre-Pre-Pre-Qualifikation |
| Gruppe                    | Platz                     | Name                      | MP                        | Pkt.                      | Aufn.                     | GD                        | BED                       | HS                        |
| ------------------------- | ------------------------- | ------------------------- | ------------------------- | ------------------------- | ------------------------- | ------------------------- | ------------------------- | ------------------------- |
| I                         | 1                         | Lukas Mortensen           | 4                         | 60                        | 73                        | 0,821                     | 1,034                     | 11                        |
| I                         | 2                         | Denizcan Akkoka           | 2                         | 44                        | 69                        | 0,637                     | 0,750                     | 4                         |
| I                         | 3                         | Ioannis Antoniou          | 0                         | 45                        | 84                        | 0,535                     | –                         | 3                         |
| J                         | 1                         | Daniel Kristiansen        | 4                         | 60                        | 79                        | 0,759                     | 0,857                     | 4                         |
| J                         | 2                         | Murat Kosar               | 2                         | 46                        | 95                        | 0,484                     | 0,500                     | 4                         |
| J                         | 3                         | Karina Jetten             | 0                         | 51                        | 104                       | 0,490                     | –                         | 4                         |
| K                         | 1                         | Ali Abraimov              | 2                         | 53                        | 48                        | 1,104                     | 1,250                     | 9                         |
| K                         | 2                         | Tarik Yavuz               | 2                         | 54                        | 49                        | 1,102                     | 1,250                     | 5                         |
| K                         | 3                         | Ramazan Durdu             | 2                         | 40                        | 49                        | 0,816                     | 1,200                     | 5                         |
| L                         | 1                         | Ufuk Kapusiz              | 4                         | 60                        | 65                        | 0,923                     | 1,200                     | 8                         |
| L                         | 2                         | Dimitrios Seleventas      | 2                         | 467                       | 65                        | 0,707                     | 0,750                     | 5                         |
| L                         | 3                         | Sylvia Eckel              | 0                         | 33                        | 80                        | 0,412                     | –                         | 3                         |
| M                         | 1                         | Hayri Altuntaslar         | 4                         | 60                        | 51                        | 1,176                     | 1,250                     | 9                         |
| M                         | 2                         | Allen Schröder            | 2                         | 57                        | 43                        | 1,325                     | 1,578                     | 10                        |
| M                         | 3                         | Alexander Weiss           | 0                         | 19                        | 46                        | 0,413                     | –                         | 2                         |
| N                         | 1                         | Ferdi Asiroglu            | 2                         | 56                        | 61                        | 0,918                     | 1,363                     | 5                         |
| N                         | 2                         | Berkutay Goncuoglu        | 2                         | 47                        | 72                        | 0,652                     | 0,600                     | 5                         |
| N                         | 3                         | Hakan Gülter              | 2                         | 57                        | 89                        | 0,640                     | 0,769                     | 5                         |
| O                         | 1                         | Ecevit Eray Erdogan       | 4                         | 60                        | 57                        | 1,052                     | 1,578                     | 7                         |
| O                         | 2                         | Fabrice Puigvert          | 2                         | 51                        | 48                        | 1,062                     | 1,034                     | 7                         |
| O                         | 3                         | Thierry Duson             | 0                         | 34                        | 67                        | 0,507                     | –                         | 7                         |
| P                         | 1                         | Serkan Kahraman           | 3                         | 60                        | 55                        | 1,090                     | 1,500                     | 8                         |
| P                         | 2                         | Ugur Kaya                 | 2                         | 45                        | 46                        | 0,978                     | 1,153                     | 7                         |
| P                         | 3                         | Ronals van Geyt           | 1                         | 46                        | 61                        | 0,754                     | 0,857                     | 9                         |